# Orange Crush
«Orange Crush» — перший сингл з шостого студійного альбому гурту R.E.M. Green (1988).
Кліп на пісню, знятий Меттом Махуріном, отримав першу для гурту нагороду VMA за «Найкраще постмодерн відео». «Orange Crush» була також першою піснею, яка виграла в цій категорії. Назва пісні є посиланням на хімічний дефоліант Агент Оранж виробництва Monsanto Company і Dow Chemical для Міністерства оборони США, що використовувався у війні в В'єтнамі.

## Список композицій
Британський 3" CD W2960CD
1. «Orange Crush» (Білл Беррі, Пітер Бак, Майк Міллз, Майкл Стайп) — 3:50
2. «Ghost Rider» (кавер-версія Suicide) — 3:45
3. «Dark Globe» (Сід Барретт) — 1:52

## Позиції в чартах
| Чарт (1988/1989)                 | Найвища позиція |
| -------------------------------- | --------------- |
| ARIA Singles Chart               | 15              |
| Irish Singles Chart              | 21              |
| New Zealand Singles Chart        | 5               |
| UK Singles Chart                 | 28              |
| Billboard Modern Rock Tracks     | 1               |
| Billboard Mainstream Rock Tracks | 1               |